# SV Kirchzarten
Der Sportverein Kirchzarten e. V. (kurz SV Kirchzarten) ist ein Mehrspartenverein mit derzeit rund 3000 Mitgliedern aus dem südbadischen Ort Kirchzarten im Landkreis Breisgau-Hochschwarzwald in Baden-Württemberg. Die Vereinsfarben sind Rot und Weiß.

## Vereinsgeschichte
Der SV Kirchzarten wurde 1922 zunächst unter dem Namen FC Kirchzarten als reiner Fußballverein gegründet. Im Jahre 1926 wurde der Verein dann in den katholischen Sportbund „Deutsche Jugendkraft“ eingegliedert.
Der nationalsozialistische Staat löste 1934 die „DJK“ auf und die Fußballgruppe wurde als Sportverein Kirchzarten wieder ein selbständiger Verein. Nach dem Zweiten Weltkrieg musste auf Anordnung der Militärregierung alle Vereine aufgelöst und unter neuem Namen wieder gegründet werden. Im Juni 1946 gaben die Mitglieder dem Verein dann den Namen VfR Kirchzarten.
Neben Fußball wurden jetzt auch andere Sportarten, wie z. B. Tischtennis und Leichtathletik betrieben. 1960 kam die Turnabteilung dazu und 1961 die Skiabteilung. Ab 1961 nannte sich der Verein wieder „Sportverein“, kurz: SV Kirchzarten.
1970 wurde eine Schwimmabteilung und eine Leichtathletikabteilung gegründet. 1979 kam die Volleyballabteilung hinzu. 1993 wurde eine neue Radabteilung zur Skiabteilung eingegliedert.

## Abteilungen
Derzeit besteht der Verein aus dreizehn Abteilungen: Fußball, Tischtennis, Turnen/Karate, Ski/Rad, Turnen, Karate, Triathlon, Leichtathletik, Volleyball, Badminton, Basketball, Gesundheitssport und das SVKfit.

## Erfolge

### Fußball-Abteilung
Bis Anfang der 1970er Jahre spielte man in den unteren regionalen Kreisklassen. 1973 stieg man erstmals in die damals drittklassige 1. Amateurliga auf, aus der man sich aber schon nach nur einer Saison 1974 wieder verabschieden musste. 1975 stieg man sofort wieder auf und erreichte einen als Neuling hervorragenden 5. Platz. Ab 1978 spielte der SV Kirchzarten durch Gründung der Fußball-Oberliga Baden-Württemberg in der viertklassigen Verbandsliga Südbaden, in der er bis Mitte der 1980er Jahre in den Abschlusstabellen meist auf den vorderen Plätzen zu finden war. Nach dem Abstieg in die Landesliga 1987, folgte ein „Fahrstuhl“-Jahrzehnt mit mehreren Auf- und Abstiegen zwischen Verbandsliga und Landesliga. Von 1998 bis 2010 war der Verein wieder eine konstante Größe in der Verbandsliga. Danach folgten mehrere Abstiege bis hin zur Kreisliga A (2013). In der Saison 2015/16 konnte man dann die Meisterschaft in der achtklassigen Bezirksliga Freiburg erringen und damit in die Landesliga Südbaden (Staffel 2) aufsteigen. Dort erreicht der Sportverein in der Saison 2016/17 als Vizemeister die Aufstiegsrelegationsrunde zur Verbandsliga Südbaden, in der man aber scheiterte und dem FC Singen 04 den Vorrang lassen musste. In den Spielzeiten 2022/23 bis 2024/25 musste die Mannschaft drei aufeinanderfolgende Abstiege bis zur Kreisliga B hinnehmen. Im Juli 2025 teilte die Vereinsleitung mit, dass für die Saison 2025/26 erstmals in der Vereinsgeschichte keine aktive Herrenmannschaft im Spielbetrieb gestellt werden kann.

### Ski- und Radabteilung
Die Ski-Abteilung des SV Kirchzarten wurde in den 1970er Jahren durch die Ski-Langlauf-Erfolge der Zipfel-Brüder bekannt: Georg, Peter, Thomas und Ulrich Zipfel sammelten zusammen rund 40 deutsche Meistertitel. Georg Zipfel war achtzehnmal Deutscher Meister, Olympiateilnehmer in Innsbruck 1976, wo er als bester Mitteleuropäer Siebter über 15 km wurde. Er wurde Holmenkollen-Sieger bei den Junioren und Junioren-Europameister in Leningrad 1973/74. Peter Zipfel war fünfzehnmal Deutscher Meister, Olympiateilnehmer 1980 in Lake Placid und 1984 in Sarajewo und erreichte mit der Deutschen Staffel den 4. Platz. Als 21-Jähriger wurde er auf dem legendären Holmenkollen bei Oslo Vierter über 50 km und Sechster über 15 km. Thomas Zipfel, dreimaliger Deutscher Meister in der Vereinsstaffel und Baden-Württembergischer Meister, erzielte auch mehrere Spitzenresultate beim Schwarzwälder Skimarathon und 100-km-Rucksacklauf und war auch Schwarzwaldjuniorenmeister im Biathlon. Ulrich Zipfel, der jüngste der Brüder, war dreimaliger Deutscher Meister und zweimaliger WM-Teilnehmer. Außerdem war er Begleitläufer des erfolgreichsten deutschen Behindertensportlers im nordischen Skisport: Frank Höfle. Bei den Paralympischen Winterspielen 1992 in Albertville gewann das Duo drei Goldmedaillen. Von 1991 bis 2003 holten die Zwei neun Weltmeistertitel. Von 2003 bis 2006 startete Ulrich Zipfel mit dem blinden Biathleten Willi Brem aus Freiburg und feierte weitere Siege bei Olympia und Weltmeisterschaften.
1990 richtete die Ski- und Radabteilung die erste Deutsche Mountain-Bike-Meisterschaft aus. Mit den Ausrichtungen des Mountainbike-Weltcup Cross-Country 1992 und Mountainbike-Weltmeisterschaften 1995 im Cross-Country und Downhill machten sie Kirchzarten auch international bekannt.
Anlässlich des 75-jährigen Vereinbestehens veranstalteten sie 1997 den 1. Black Forest ULTRA Bike Marathon mit über 1.300 Teilnehmern. Durch den großen Anfangserfolg wurde dieses beliebte Event jährlich mit immer steigenden Teilnehmerzahlen durchgeführt.

## Erfolgreiche Sportler des Vereins
- Georg Zipfel (Ski-Langläufer, mehrfacher Deutscher Junioren- und Seniorenmeister, Olympiateilnehmer 1976)
- Peter Zipfel (Ski-Langläufer, mehrfacher Deutscher Junioren- und Seniorenmeister, Olympiateilnehmer 1980, 1984)
- Thomas Zipfel (Ski-Langläufer, mehrfacher Deutscher Staffelmeister)
- Ulrich Zipfel (Ski-Langläufer, Deutsche Langlauf-Nationalmannschaft, mehrfacher Olympiasieger als Paralympics-Begleitläufer)
- Ulrich Wielandt (ehem. Fußballspieler beim SVK, später Profi bei: Borussia Mönchengladbach, KSV Hessen Kassel)
- Thomas Schweizer (ehem. Fußball-Jugendspieler beim SVK, später Profi bei: SC Freiburg, FC Basel, Chemnitzer FC)
- Mario Wildmann (ehem. Fußball-Jugendspieler beim SVK, später Profi u. a. beim VfB Stuttgart)
- Charly Doll (Laufsportler, Deutscher Meister, Weltrekordhalter, Olympiakoch)